# Peintre de Cléophon

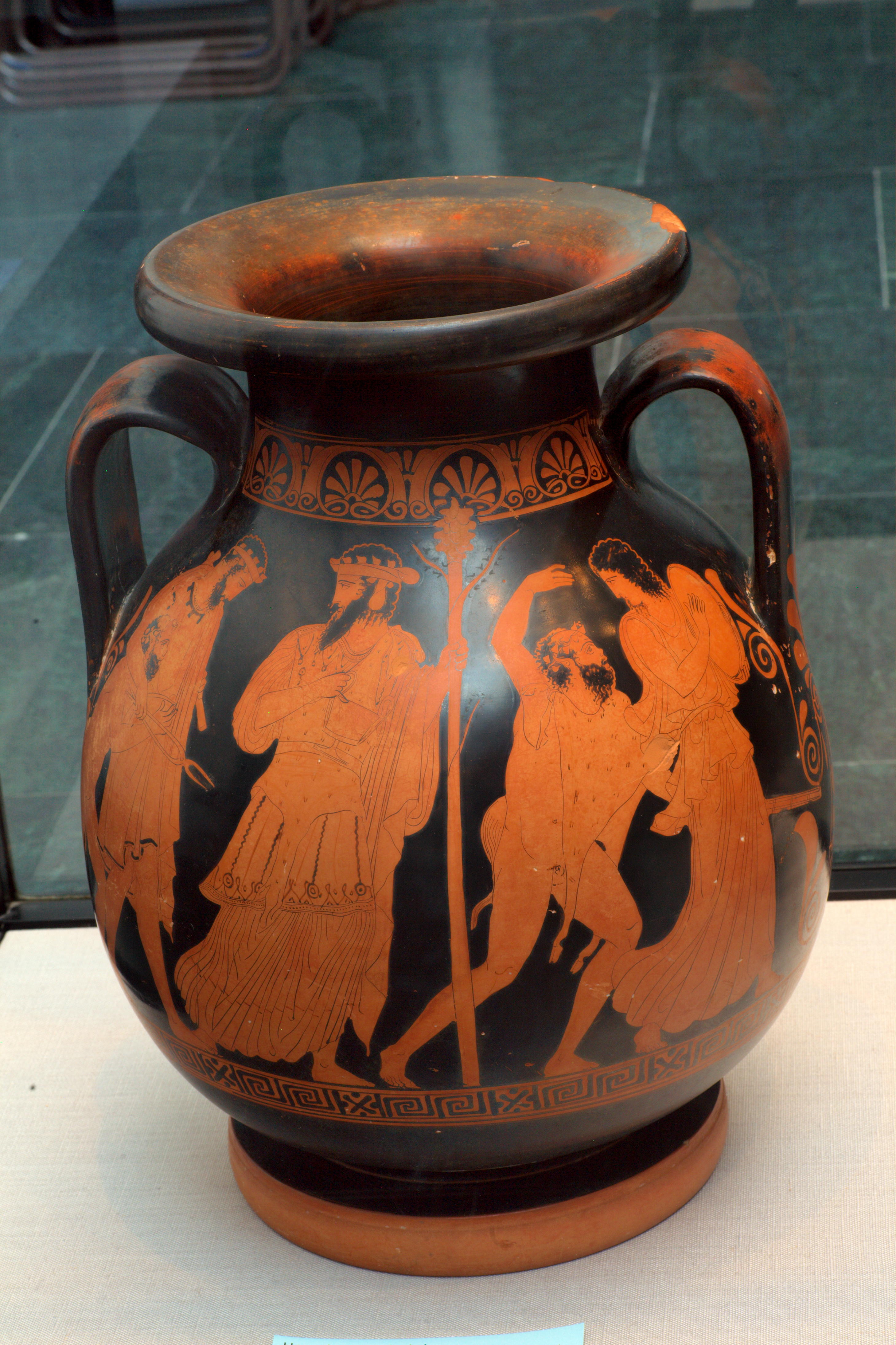
Pelike attribué au peintre de Cléophon

Le peintre de Cléophon (actif à la fin du Ve siècle av. J.-C.) est peintre grec sur vase à Athènes. Il est considéré comme l'un des plus importants peintres de vases de céramique attique à figures rouges de la période classique. Il a été formé dans l'atelier de Polygnote.
Il tient son nom d'un vase en l'honneur d'un jeune homme appelé Cléophon.